# Eläköön elämä
«Eläköön elämä» —traducible al español como «Viva la vida»— es la canción compuesta por Petri Laaksonen e interpretada en Finés por Sonja Lumme. La canción representó a Finlandia en el Festival de la Canción de Eurovisión 1985.
La canción fue interpretada segunda en la noche del 4 de mayo de 1985, precedida por Irlanda, con Maria Christian interpretando «Wait until the weekend comes» y seguida de Chipre, con Lia Vissi interpretando «To Katalava Arga».
La canción se canta desde la perspectiva de una mujer que se ha "quedado en el parque" por la noche con "un buen amigo" (posiblemente un amante o uno futuro). Ella describe la escena y desea que nunca termine. Lumme también grabó la canción en inglés, titulada «There is life on Earth» (Hay vida en la Tierra).
Fue sucedida como representante de Finlandia en el Festival de la Canción de Eurovisión por Kari Kuivalainen con la canción «Never the End».